# Ян VI Рациборжский
Ян VI Ратиборский (чеш. Jan VI. Ratibořský, пол. Jan VI Raciborski, ок.1484 — 1506) — князь Ратиборский (1493—1506).

## Биография
Ян был вторым сыном князя ратиборского Яна V и Магдалены Опольской. Принадлежал к побочной линии чешской королевской династии Пржемысловичей.
Когда в 1493 году умер отец, Ян унаследовал Ратиборское княжество вместе с братьями Микулашем и Валентином. Их опекуном и регентом княжества стала мать, Магдалена Опольская. Ян VI вступил в управление княжеством в 1500 году, достигнув шестнадцати лет, став соправителем своего старшего брата Микулаша.
Князь Ян VI умер в 1506 году, не имея ни жены, ни детей. В том же году скончался его старший брат Микулаш VI и единоличным правителем Ратиборского княжества стал самый младший брат Валентин Горбатый.